# Ismaele abbandonato nel deserto
Ismaele abbandonato nel deserto è una scultura dello scultore lombardo Giovanni Strazza (1818-1875) una cui replica del 1850 è esposta alla Galleria d'arte moderna di Milano.

## Storia e descrizione
La prima scultura fu commissionata dal signor Pietro Gonzales, mostrata a Roma nel 1844 e presentata ufficialmente all'esposizione di Brera del 1846, in quella che fu secondo la critica la mostra di statuaria che inaugurò un nuovo filone di scultura romantica che tentava di affrancarsi dai modelli canoviani che avevano fino ad allora monopolizzato la scultura. Nell'opera infatti Giovanni Strazza si distacca dai soggetti mitologici fino ad allora dominanti per dedicarsi ad un filone narrativo biblico, con un naturalismo spinto probabilmente parallelo alla pittura romantica lombarda che si stava sviluppando in quegli anni. L'opera mostra infatti notevoli similitudini con l'Abele morente (1842) di Giovanni Duprè, aspramente criticato per la troppa adesione al vero tanto che alcuni lo accusarono di aver fatto un semplice calco, e con il quadro della Moglie del levita di Efrai di Cherubino Cornienti. 
Carlo Tenca, visitatore della mostra, così commentò l'opera:
Anche lo scritto e giornalista Giuseppe Rovani così commentò il realismo dell'opera:
Dell'opera lo scultore realizzò due repliche: la prima nel 1850 come dono dello stesso Strazza all'Accademia di Brera e oggi esposta alla Galleria d'Arte Moderna di Milano; sempre nel 1850 una seconda replica di minori proporzioni per il signor Francesco Lucca.